# Giro delle Fiandre 1922
Il Giro delle Fiandre 1922, sesta edizione della corsa, fu disputato il 19 marzo 1922, per un percorso totale di 253 km. Fu vinto dal belga Léon Devos, al traguardo con il tempo di 8h55'20", alla media di 28,360 km/h, davanti a Jean Brunier e Francis Pélissier.
I ciclisti che partirono da Gand furono 92 mentre coloro che tagliarono il traguardo furono 30.

## Ordine d'arrivo (Top 10)
| Pos. | Corridore                  | Squadra                    | Tempo                      |
| ---- | -------------------------- | -------------------------- | -------------------------- |
| 1    | Léon Devos                 | -                          | 8h55'20"                   |
| 2    | Jean Brunier               | J.B. Louvet-Soly           | a 7'40"                    |
| 3    | Francis Pélissier          | J.B. Louvet-Soly           | a 27'43"                   |
| 4    | Henri Pélissier            | Automoto-Russell           |                            |
| 5    | 17 ciclisti a s.t. ex æquo | 17 ciclisti a s.t. ex æquo | 17 ciclisti a s.t. ex æquo |